# Noordelijk mansschildblauwtje
Het noordelijk mansschildblauwtje (Agriades glandon) is een vlinder uit de familie van de Lycaenidae. De wetenschappelijke naam is voor het eerst gepubliceerd in 1798 door De Prunner.
De spanwijdte is 17 tot 28 millimeter.
De soort komt voor in het Palearctisch en Nearctisch gebied.

## Ondersoorten
- Agriades glandon glandon
  - = Papilio orbitulus Esper, 1800 non Papilio orbitulus De Prunner, 1798
- Agriades glandon aquilo (Boisduval, 1832)
- Agriades glandon aquilina (Staudinger, 1901)
- Agriades glandon centrohelvetica Rezbanyai-Reser, 1981
- Agriades glandon wosnesenskii (Ménétriés, 1855)